# 725 Amanda
Amanda (asteróide 725) é um asteróide da cintura principal com um diâmetro de 21,51 quilómetros, a 2,0062393 UA. Possui uma excentricidade de 0,2202195 e um período orbital de 1 507,33 dias (4,13 anos).
Amanda tem uma velocidade orbital média de 18,56895875 km/s e uma inclinação de 3,78756º.
Esse asteróide foi descoberto em 21 de Outubro de 1911 por Johann Palisa.